# 安格斯·楊
安格斯·麥堅倫·楊（Angus McKinnon Young，1955年3月31日—），英國蘇格蘭出生的澳洲結他手，是澳洲搖滾樂隊AC/DC的創始成員之一。安格斯被Rolling Stone雜誌列為史上最佳結他手第24名。樂隊在全球合共賣出超過2億唱片，包括美國的7000萬。單計他們在1980年的唱片 Back in Black，並已勁賣5000萬張，是全球第二多。